# Metaclisis floridana
Metaclisis floridana är en stekelart som först beskrevs av William Harris Ashmead 1887.  Metaclisis floridana ingår i släktet Metaclisis och familjen gallmyggesteklar. Inga underarter finns listade i Catalogue of Life.